# 清风湖公园
清风湖公园是中华人民共和国山东省东营市的一座公园，也是该省最大的城市公园。

## 公园
清风湖公园位于东营市东营区东城胜利大街与沂河路交汇处，北邻新世纪广场，南邻雪莲大剧院。东营电视台的电视塔就在公园的西北角，湖东南角修有小岛，由三座造型精美的拱桥和公园的北门相连，岛上还有观景楼，电视塔与该楼相映成景。公园内还有山东省喷水最高的音乐喷泉。